# علی‌آباد، یاردیملی
علی‌آباد (به لاتین: Alīābād) یک منطقهٔ مسکونی در جمهوری آذربایجان است که در شهرستان یاردیملی واقع شده‌است.